# Новая Гранада
Но́вая Грана́да (исп. Nueva Granada) — испанское вице-королевство в Южной Америке, включавшее в себя территории современных Колумбии, Венесуэлы, Панамы, Эквадора, Бразилии, Перу и Гайаны. Образовано в 1718 году в результате отделения от вице-королевства Перу. Столицей стал город Богота. Прекратила существование в 1821 году в результате антииспанского восстания креолов и вошла в состав Великой Колумбии. После распада Великой Колумбии с 1831 по 1856 годы будущая Республика Колумбия называлась «Республикой Новой Гранады». До сих пор название Новая Гранада используется для обозначения Колумбии её соседями.

## История

### Колониальный период
В 1514 году испанцы впервые появились у этих берегов. Основанные ими города Санта-Марта (1525) и Картахена (1533) обеспечили контроль над побережьем, что дало возможность конкистадорам продолжить экспансию вглубь материка. Гонсало Хименес де Кесада завоевал большие территории за рекой Магдалена в Андах, нанеся поражение индейцам чибча, и основал город Санта-Фе-де-Богота (1538), назвав новые захваченные земли El nuevo reino de Granada, «Новое королевство Гранада», воспользовавшись названием королевства Гранада на юге Испании.
Гражданское правительство Новой Гранады Аудиенция («судебное слушание») находилось в Боготе в 1548—1549 годах. Этот орган объединял исполнительную и судебную власти. С 1564 года исполнительная власть была сконцентрирована в руках президенции, или губернатора. С 1564 года Новая Гранада стала капитанией в составе вице-королевства Перу. Юрисдикция Аудиенции распространялась и на другие территории, находившиеся рядом с Новой Гранадой, так как эти провинции были образованы в последующие годы.
Губернатор подчинялся вице-королю Перу, пребывавшему в Лиме, но большое расстояние и, как следствие, неэффективная связь между двумя столицами привели к учреждению в 1717 году независимого от Лимы вице-королевства Новая Гранада (после этого лишь в 1739 году Новая Гранада недолго подчинялась вице-королю Перу). Другие области, соответствующие современным Эквадору и Венесуэле, а также Панаме, до тех пор пребывавшие под другой юрисдикцией, объединились под управлением Боготы, что утвердило город как один из основных испанских административных центров в Новом Свете, наряду с Лимой и Мехико. Проводились реформы, направленные на усиление централизации власти, но контроль из Испании никогда не был достаточно эффективен.
Суровая и весьма разнообразная география северной части Южной Америки и бездорожье делали передвижение и сообщение в вице-королевстве довольно затруднительными. Создание капитании в Каракасе и аудиенсии в Кито, юридически подчинённых вице-королю, было направлено на повышение эффективности управления соседними областями, а также отдавало дань местным традициям самоуправления.

## Население
По переписи 1778 года в Новой Гранаде проживало 826 550 обитателей: 277 668 — белых, 368 093 — свободных (в то время это означало «метисы»), 136 753 аборигена, 44 636 рабов (негров). Большой приток белых вёл к ассимиляции и распространению испанского языка, что порой поощрялось метрополией — например, в 1783 г. Мадрид распорядился отменить преподавание языка муиска в Санта-Фе.

## Годы независимости
Территории вице-королевства получили фактическую независимость от Испании между 1819 и 1822 годами в результате военных действий и политической борьбы и объединились в федерацию, известную как Великая Колумбия.
Когда Эквадор и Венесуэла стали отдельными государствами после распада Великой Колумбии, Республика Новая Гранада со столицей в Боготе продолжала существовать с 1831 по 1856 год. Название «Новая Гранада» по-прежнему использовалось, особенно в консервативных кругах, например, среди священнослужителей.
В наши дни в соседних Колумбии странах колумбийцев иногда ещё называют «новогранадцами» («neogranadinos»).